# Passe du Lac Fou
Passe du Lac Fou är ett sund i Kanada.   Det ligger i provinsen Québec, i den sydöstra delen av landet, 400 km norr om huvudstaden Ottawa.